# Trojanovice
Trojanovice jsou obec v okrese Nový Jičín v Moravskoslezském kraji. Rozprostírají se při úpatí Moravskoslezských Beskyd pod masívy Noříčí hory (1047 m n. m.), Radhoště (1129 m n. m.) a Velkého Javorníku (918 m n. m.). Původně se jednalo o pasekářskou obec, kterou založil v roce 1748 olomoucký biskup a kardinál Ferdinand Julius Troyer (1698–1758). Katastr obce má rozlohu 35,6 km², přičemž dvě třetiny plochy pokrývají lesy. Obec se dělí na čtyři hlavní části: Bystré, Lomná, Pod Radhoštěm a Pod Javorníkem. Žije zde přibližně 2 800 obyvatel.

## Název
V zakládací listině z roku 1754 je vesnice pojmenována německy Troyerndorf - "Troyerova ves" podle svého zakladatele, olomouckého biskupa Ferdinanda Troyera. Do češtiny bylo jméno vesnice převedeno jako Trojanovice.

## Historie
Předpokládá se, že paseky začaly vznikat brzy po založení Frenštátu po roce 1300. První zprávy o jejich počtu se objevují až po roce 1600, kdy jich bylo 36. Jejich počet neustále stoupal a v polovině 18. století dosáhl 200. Pasekáři vypláceli daně jak městu, tak hukvaldským biskupským úředníkům, a proto usilovali o vytvoření samostatné obce. Tím by se vymanili z vlivu města. V roce 1748 došlo k odtržení tzv. pasek od Frenštátu a byla jmenována první obecní samospráva v čele s fojtem Václavem Košárkem. V listině z 30. srpna 1754 olomoucký biskup Troyer zdůvodnil zřízení nové obce jako „odměnu“ za namáhavou práci pasekářů. Tuto listinu, která je psána německy, lze pokládat za zakládací listinu Trojanovic.
Od roku 1850 do roku 1900 se z Trojanovic vystěhovalo, především do severoamerického Texasu, téměř 500 obyvatel. Potomci těchto vystěhovalců žijí hlavně ve středním Texasu v okolí Fayetteville, Weimar, Hostýna, Dubiny a dalších.
V roce 1898 byla v Trojanovicích na Radhošti postavena kaple sv. Cyrila a Metoděje. Před kaplí stojí kopie sochy sv. Cyrila a Metoděje, jejíž originál vytvořil sochař Albín Polášek. Jedna třetina kaple je nyní na katastru obce Dolní Bečva. O údržbu této největší architektonické památky se stará Matice Radhošťská, která má sídlo v Trojanovicích.
V roce 1940 byla zprovozněna sedačková lanová dráha z Ráztoky na Pustevny, první svého druhu na světě.[zdroj?]

## Ohrožení těžbou uhlí
Obec vytrvale protestuje proti snahám obnovit plány na těžbu uhlí v ložisku Frenštát.

## Pamětihodnosti
- Kaple svatého Cyrila a Metoděje na Radhošti
- Kaplička
- Pomník obětem první a druhé světové války
- Památník bratří Strnadlů a Jana Knebla

## Osobnosti
- Vincenc Janda (1908–1982), salesián-koadjutor,[6] pedagog a misionář v Ekvádoru
- Jan Knebl (1866–1962), sochař a malíř
- Miroslav Liďák (1934–1983), malíř a karikaturista
- Karel Raška (1904–1943), učitel a zakladatel hasičského sboru
- Antonín Strnadel (1910–1975), malíř, grafik, ilustrátor a profesor
- Bohumír Strnadel-Četyna (1906–1974), spisovatel a novinář
- Josef Strnadel (1912–1986), spisovatel a literární teoretik